# Leteće zvezde
Leteće zvezde (in cirillico Летеће звезде, Stelle volanti) è stato il nome della Pattuglia acrobatica della Jugoslovensko ratno vazduhoplovstvo i protivvazdušna odbrana, l'aeronautica militare jugoslava.

## Storia

### Origini
Una formazione di biplani Bücker Bü 133 Jungmeister jugoslavi partecipò per la prima volta ad una dimostrazione acrobatica in una manifestazione aerea svolta presso l'allora aeroporto militare di Belgrado-Zemun, nel giugno 1938.
Dopo la seconda guerra mondiale, nei primi anni cinquanta con tre aerei Yak-3 venne costituito un gruppo acrobatico che alla fine del decennio venne dotato degli F-84. Una nuova pattuglia venne formata poi con gli F-86 destinati alla difesa aerea di Belgrado che per la prima volta nel 1960 si esibirono nel corso di una manifestazione aerea a Zemun davanti ad una folla di 200 000 spettatori.
Il gruppo durò cinque anni e venne rimpiazzato da un gruppo formato da quattro velivoli G-2 Galeb fabbricati dall'industria statale SOKO che si esibì per la prima volta a Lubiana nel 1968. I Galeb vennero sostituiti a loro volta dai J-21 Jastreb. La formazione effettuò in maniera saltuaria in voli dimostrativi fino al 1979.

### Leteće zvezde
Dal 1984 il gruppo tornò a volare composto da sei velivoli J-21 Jastreb chiamato Stelle volanti. Questi aerei furono sostituiti dai G-4 Super Galeb che avevano fatto la loro prima comparsa nel 1983 all'Air Show di Parigi, che debuttarono nella pattuglia acrobatica nel 1990 in una manifestazione aerea in Italia.
Nel 1991, giusto un anno dopo essere entrati a far parte delle Leteće zvezde questi aerei furono coinvolti nei combattimenti in Slovenia.
Dopo la dissoluzione della Jugoslavia, nei primi anni della nuova Federazione Jugoslava gli aerei vennero utilizzati per attività addestrative, fin quando alla fine del 1996 la formazione venne riordinata con sette velivoli sotto il controllo della 172ª Aerobrigata nella base di Golubovci presso Podgorica nel Montenegro.
Durante la guerra del Kosovo quando nel 1999 la NATO con l'Operazione Allied Force attaccò la Federazione Jugoslava, tra le unità andate perdute ci furono tutti i Super Galeb delle Leteće Zvezde distrutti nella loro base di Golubovci.

## Aerei

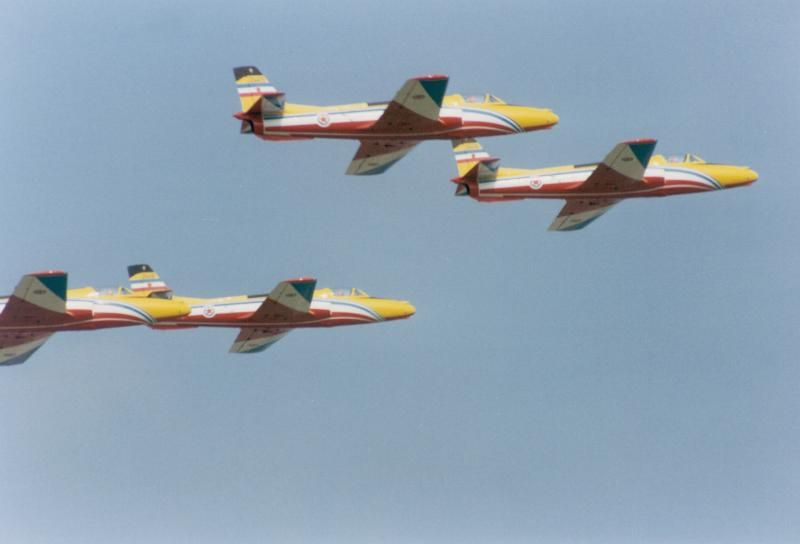
I J-21 Jastreb delle Leteće zvezde in formazione al Ljubljana Airshow.

- Soko J-21 Jastreb (1984-1990)

Le Stelle volanti usarono per un breve periodo sette velivoli  J-21 Jastreb che vennero colorati di giallo con i colori della bandiera jugoslava, blu, bianco e rosso. Proprio alla caratteristica colorazione gialla il gruppo venne soprannominato i Kanarinci. Dopo essere stati sostituiti dai Super Galeb gli aerei rientrarono in servizio nell'aviazione jugoslava.
Numero di serie dei J-21 Jastreb:
- 24404
- 24409
- 24412
- 24417
- 24418
- 24422
- 24423
- Soko G-4 Super Galeb (1990-1999)

Tra il 1990 e il 1999 la pattuglia venne formata da sette Super Galeb che vennero interamente colorati con i tradizionali colori panslavi della bandiera nazionale. Tutti i sette velivoli vennero distrutti durante la guerra del Kosovo nella loro base nonostante all'epoca non fossero aerei da combattimento.
Numero di serie dei Super Galeb:
- 23693
- 23694
- 23695
- 23696
- 23697
- 23698
- 23699